# Diocèse de Béziers
Pour les articles homonymes, voir Béziers (homonymie).
Le diocèse de Béziers (en latin : Dioecesis Biterrensis ; en occitan : diocèsi de Besièrs) est un ancien diocèse de l'Église catholique en France. Il est un des diocèses historiques de l'ancienne province du Languedoc.

## Histoire
Selon la tradition le pays aurait été évangélisé par saint Aphrodise (Aphrodisius) qui aurait été le premier évêque de Béziers.
Le premier évêque attesté est Paulin, en 410.
Le diocèse était suffragant de l'archidiocèse de Narbonne et relevait de la province ecclésiastique de Narbonne.
Lors de la création des départements, le diocèse de Béziers est compris dans le département de l'Hérault avec les diocèses d'Agde, de Lodève, de Montpellier et de Saint-Pons-de-Thomières.
Le diocèse est supprimé par la constitution civile du clergé qui fait de Béziers le siège du nouveau diocèse de l'Hérault.
La constitution civile du clergé n'est pas reconnue par le pape Pie VI mais, à la suite du Concordat de 1801, les anciens diocèses ne sont pas rétablis : par la bulle Qui Christi Domini du 29 novembre 1801, le pape Pie VII confirme la suppression des sièges épiscopaux d'Agde, de Lodève et de Saint-Pons-de-Thomières, supprime celui de Béziers et rétablit celui de Montpellier dont le diocèse comprend alors les départements de l'Hérault et du Tarn.
L'évêque de Montpellier relève le titre d'évêque de Béziers depuis 1877.

## Territoire
Le diocèse confinait : au nord, avec celui de Rodez ; à l'est, avec ceux de Lodève, de Montpellier et d'Agde ; au sud, avec l'archidiocèse de Narbonne ; et, à l'ouest, avec le diocèse d'Albi.
Le diocèse était divisé en trois archiprêtrés contenant cent trois paroisses et trente annexes.
L'archiprêtré de Boussagues comprenait trente paroisses ou annexes : Autignaguet, Avène, Les Aires, Bédarieux, Brenas, Campillergues, Camplong, Carlencas, Caunas, Ceilhes, Clairac, Colombières-la-Gaillarde, Dio, Douch, Ferreioles, Frangouille, Graissessac, Hérépian, Joncels, Levas, Lunas, Le Mas-Blanc, Mas-de-Mourié, Nissergues, Nize, Ourgas, Pézènes, Le Poujol, Rieussec, Rocozels, Rouvignac, Saint-Barthélémy d'Arnoye, Saint-Étienne-de-Mursan, Sainte-Madeleine-de-Monis, Saint-Martin-de-Clémensan, Saint-Xist, Serviès, Soumartre, Taussac, Valquières, Valmascle, Villemagne et Vinas.
L'archiprêtré de Cazouls comprenait quarante-six paroisses ou annexes : Abeilhan, Aureilhan, Autignac, Badones, Bassan, Boujan, Cabrerolles, Campagnols, Causses, Caussiniojouls, Ceps, Cers, Clairac, Colombiers, Corneilhan, Coulobres, Divisan, Espondeilhan, Laurens, Lespignan, Lieuran, Lignan, Magalas, Maraussan, Maureilhan, Montady, Montblanc, Murviel, Pailhès, Portiragnes, Puimisson, Puissalicon, Ramejan, Ribaute, Roquebrun, Saint-Geniès, Saint-Nazaire-de-Ladarez, Savignac, Sérignan, Servian, Thézan, Valros, Vendres, Vieussan, Villeneuve et Villenouvette.
L'archiprêtré du Pouget comprenait quarante-quatre paroisses ou annexes : Adissan, Alignan-du-Vent, Aspiran, Aumelas, Bélarga, Bibian, Cabrias et Causses-d'Aumelas, Cabrières, Campagnan, Carcarès, Cardonnet, Caux, Cazouls-d'Hérault, Les Crozes, Faugères, Fontès, Fouzilhon, Fos, Gabian, Gignac, Lézignan-la-Cèbe, Lieuran-Cabrières, Margon, Neffiès, Nizas, Paulhan, Péret, Plaissan, Popian, Pouzolles, Pouzols, Puilacher, Roujan, Roquessels, Rouvièges, Saint-Pargoire, Silva, Sissan, Teulet, Tourbes, Tressan, Usclas, Vailhan et Vendémian.

## Sources
- (en) Diocese of Béziers sur www.catholic-hierarchy.org (consulté le 23 janvier 2013)
- (en) Diocese of Béziers sur www.gcatholic.org (consulté le 23 janvier 2013)